# Marcello Bondi
Marcello Bondi (Sassuolo, Módena, Italia, 11 de julio de 1995) es un escritor y guionista de cómic italiano.

## Biografía
En 2015 debutó como guionista de cómics publicando una historia breve de Diabolik. En el bienio 2015-2016 asistió a las clases de guionización y escritura creativa de la "Scuola internazionale di Comics". Creó el web-comic Altrove..., una serie antológica de historias breves, publicada en el sitio Oltrecomics, y escribió una historia breve para el álbum antológico No Words del dibujante Marco Turini, editada por la editorial RandO Comics en República Checa. También realizó historias breves para la revista digital SBAM! Comics, la Revista Comics rumana y la Revista HB argentina.
Para la editorial canadiense Lucha Comics escribió la novela gráfica Senza Nome, en diez álbumes. Volvió a escribir un guion de Diabolik, esta vez para la serie regular. Publicó historias breves para revistas de la casa inglesa Future Quake Press e de la italiana Aurea. Realizó entrevistas para Fumo Di China y Diabolikando. Para Art Steady escribió algunas historias de la web-serie 90 Ways To Die. En 2018 escribió una historia breve de Tex, guionizada por Mauro Boselli.